# Jaulgonne
Jaulgonne település Franciaországban, Aisne megyében. Lakosainak száma 669 fő (2022. január 1.). Jaulgonne Barzy-sur-Marne, Le Charmel, Chartèves és Courtemont-Varennes községekkel határos.

## Népesség
A település népességének változása:
| Lakosok száma | 560  | 559  | 587  | 637  | 654  | 634  | 645  | 659  | 666  | 669  |
|               | 1968 | 1982 | 1990 | 2006 | 2013 | 2015 | 2017 | 2019 | 2020 | 2022 |